# Аркадія (Мічиган)
Аркадія (англ. Arcadia) — переписна місцевість (CDP) в США, в окрузі Меністі штату Мічиган. Населення — 309 осіб (2020).

## Географія
Аркадія розташована за координатами 44°29′34″ пн. ш. 86°14′16″ зх. д. / 44.49278° пн. ш. 86.23778° зх. д. (44.492746, -86.237747).  За даними Бюро перепису населення США в 2010 році переписна місцевість мала площу 1,35 км², з яких 1,35 км² — суходіл та 0,00 км² — водойми.

## Демографія
Згідно з переписом 2010 року, у переписній місцевості мешкала 291 особа в 143 домогосподарствах у складі 102 родин. Густота населення становила 215 осіб/км².  Було 328 помешкань (243/км²).
Расовий склад населення:
| - 99,3 % — білих - 0,3 % — азіатів |

До двох чи більше рас належало 0,3 %. Частка іспаномовних становила 1,7 % від усіх жителів.
За віковим діапазоном населення розподілялося таким чином: 12,7 % — особи молодші 18 років, 44,7 % — особи у віці 18—64 років, 42,6 % — особи у віці 65 років та старші. Медіана віку мешканця становила 61,8 року. На 100 осіб жіночої статі у переписній місцевості припадало 98,0 чоловіків;  на 100 жінок у віці від 18 років та старших — 98,4 чоловіків також старших 18 років.
Середній дохід на одне домашнє господарство  становив 75 288 доларів США (медіана — 58 125), а середній дохід на одну сім'ю — 92 795 доларів (медіана — 67 813). За межею бідності перебувало 9,3 % осіб, у тому числі 0,0 % дітей у віці до 18 років та 3,9 % осіб у віці 65 років та старших.
Цивільне працевлаштоване населення становило 72 особи. Основні галузі зайнятості: освіта, охорона здоров'я та соціальна допомога — 29,2 %, мистецтво, розваги та відпочинок — 26,4 %, науковці, спеціалісти, менеджери — 12,5 %, фінанси, страхування та нерухомість — 5,6 %.